# Earl Wild
Royland Earl Wild (Pittsburgh, 26 novembre 1915 – Palm Springs, 23 gennaio 2010) è stato un pianista e compositore statunitense.

## Biografia
Royland Earl Wild nacque a Pittsburgh, in Pennsylvania. Musicalmente precoce sin da giovane, studiò con Selmar Janson al Carnegie Institute of Technology e in seguito con Marguerite Long, Egon Petri ed Helene Barere, moglie di Simon Barere. Da adolescente iniziò a fare trascrizioni di musica e composizione romantiche.
Nel 1931 fu invitato a suonare alla Casa Bianca dal presidente degli Stati Uniti Herbert Hoover. Successivamente fu invitato anche da Franklin D. Roosevelt, Harry Truman, Dwight D. Eisenhower, John F. Kennedy e Lyndon B. Johnson, divenendo così l'unico pianista ad aver suonato per sei presidenti consecutivi.
Nel 1937 Wild fu assunto come pianista personale per la NBC Symphony Orchestra . Nel 1939 divenne il primo pianista ad esibirsi in un recital per la televisione americana.
Nel 1942 Arturo Toscanini lo invitò a esibirsi in Rapsodia in blu di Gershwin, che fu, per Wild, un successo clamoroso, sebbene lo stesso Toscanini fosse stato criticato per non aver capito il linguaggio jazz di Gershwin. Durante la seconda guerra mondiale Wild prestò servizio nella marina degli Stati Uniti come musicista. Viaggiava spesso con Eleanor Roosevelt mentre lei andava in tournée negli Stati Uniti per sostenere lo sforzo bellico. Il dovere di Wild era di eseguire l'inno nazionale al pianoforte prima che parlasse. Pochi anni dopo la guerra si trasferì all'American Broadcasting Company (ABC) dove lavorò fino al 1968. Si esibì per la serie Peabody Mason Concert a Boston nel 1952, nel 1968 e nel 1971 e in tre concerti di Liszt nel 1986. Wild era famoso per i suoi recital virtuosi e le sue masterclass tenute in tutto il mondo, da Seul, Pechino e Tokyo all'Argentina, all'Inghilterra e in tutti gli Stati Uniti.
Wild trascrisse numerosi brani, tra cui 14 di Rachmaninov e diverse opere su temi di Gershwin, oltre a trascrizioni di Berlioz, Buxtehude, Chopin, Fauré, Saint-Saëns e Čajkovskij. La sua Grand Fantasy on Airs from Porgy and Bess, nello stile delle fantasie della grande opera lirica di Liszt, è la prima parafrasi di piano estesa su un'opera americana, ed è stata registrata nel 1976 con la sua prima a Pasadena nel 1977. Inoltre scrisse due set di Virtuoso Etudes after Gershwin basato su canzoni di Gershwin come The Man I Love, Embraceable You, Fascinating Rhythm e I Got Rhythm, e Tema e variazioni di Someone to Watch Over Me di George Gershwin.
Altri importanti arrangiamenti per pianoforte includono Air and Variations su Harmonious Blacksmith di Handel, un arrangiamento di una Sarabanda di Bach nello stile di Poulenc intitolato Hommage à Poulenc e un'altra fantasia in stile Liszt dal titolo Reminiscenze di Biancaneve, basato sulla musica dell'omonimo film della Disney. Nel 2004 realizzò diverse trascrizioni per pianoforte di canzoni popolari degli anni '20, tra cui un arrangiamento di piano e orchestra di musica di Slaughter on Tenth Avenue di Richard Rodgers.
Scrisse inoltre una serie di opere originali, tra cui un grande oratorio di Pasqua dal titolo Revelations (1962), un'opera per coro e percussioni intitolata The Turquoise Horse (1975) basata su una poesia e leggenda indiana americana, le Variazioni Doo-Dah su un tema di Stephen Foster (1992), una composizione di 27 minuti in vari movimenti dai titoli colorati, per pianoforte e orchestra, nonché una versione a due piani (1995), Adventure (1941) per pianoforte e orchestra, un concerto per pianoforte antico (1932) e un primo balletto intitolato Persefone (1934). La sua Sonata 2000, scritta in quell'anno fu registrata per Ivory Classics. Nel 2004 scrisse una suite di brani per danza del ventre per pianoforte.
A metà degli anni '50 scrisse musica per molti film muti e spettacoli televisivi di Sid Caesar.
Wild collaborò per diverse etichette, tra cui la RCA Records, registrando un album di Liszt e una raccolta di musiche di George Gershwin, tra cui Rapsodia in blu, Cuban Overture , Concerto in fa e Variations on "I Got Rhythm", tutte con la Boston Pops Orchestra e Arthur Fiedler.
Nel 1997 è stato il primo pianista a esibirsi su internet.
Wild, che era apertamente gay, visse con il suo compagno Michael Rolland Davis a Columbus, in Ohio e a Palm Springs, in California, dove morì a 94 anni per insufficienza cardiaca.

## Discografia parziale
- Virtuosismo di Earl Wild
- Rachmaninov: Concerto per pianoforte nn. 1–4; Rapsodia su un tema di Paganini
- Earl Wild - Chopin: Scherzos & Ballades
- Earl Wild Plays Liszt (The 1985 Sessions)
- Earl Wild a 88 anni
- Earl Wild interpreta Gershwin
- Earl Wild - The Romantic Master
- Earl Wild a 30 anni - Trasmissioni radiofoniche in diretta degli anni '40
- The Virtuoso Piano - Earl Wild
- The Demonic Liszt - Earl Wild
- Earl Wild esegue le sue composizioni e trascrizioni
- Earl Wild - Chopin: The Complete Etudes